# Stanley Shapiro
Stanley Shapiro (Brooklyn, 16 luglio 1925 – Los Angeles, 21 luglio 1990) è stato uno sceneggiatore, scrittore e attore statunitense, vincitore di un Oscar alla migliore sceneggiatura originale nel 1960.